# STS-51-A
A STS 51-A foi o décimo quarto voo de um ônibus espacial e o segundo voo do Discovery, que colocou em órbita dois satélites de comunicação e capturou outros dois lançados anteriormente em órbita imprópria.

## Tripulação
| Posição                  | Astronautas     |
| ------------------------ | --------------- |
| Comandante               | Frederick Hauck |
| Piloto                   | David Walker    |
| Especialista de missão 1 | Joseph Allen    |
| Especialista de missão 2 | Anna Fisher     |
| Especialista de missão 3 | Dale Gardner    |

## Parâmetros da missão
- Massa:
  - Decolagem:  119 441 kg
  - Aterrissagem:  94 120 kg
  - Carga:  20 550 kg
- Perigeu: 289 km
- Apogeu: 297 km
- Inclinação: 28.4°
- Período: 90.4 min

### Caminhadas no espaço
- Allen e Gardner  - EVA 1
- Início do EVA 1: 12 de novembro de 1984 - 13:25 UTC
- Fim do EVA 1: 12 de Novembro - 19:25 UTC
- Duração: 6 horas

- Allen e Gardner  - EVA 2
- Início do EVA 2: 14 de novembro de 1984 - 11:09 UTC
- Fim do EVA 2: 14 de novembro de 1984 - 16:51 UTC
- Duração: 5 horas, 42 minutos

## Hora de acordar
- 2° Dia: Layla, da banda Derek and the Dominos.
- 3° Dia: Buried Treasure, de Kenny Rogers, Barry Gibb e Dolly Parton.
- 4° Dia: Just To See Her, de Smokey Robinson.
- 5° Dia: Don't Stop 'Til You Get Enough, de Michael Jackson.
- 6° Dia: We're Almost There, de Michael Jackson.
- 7° Dia: I Wanna Be Where You Are, de Michael Jackson.
- 8° Dia: Nervous Shakedown, da banda AC/DC.

## Principais fatos
Menos de um mês após o voo da 41-G, a décima quarta missão com um ônibus espacial e o segundo voo do Discovery se iniciaram na missão STS 51-A que foi lançada às 7:15 a.m. EST, em 8 de novembro de 1984. Uma tentativa de lançamento no dia anterior foi cancelada em menos 20 minutos devido aos ventos na atmosfera superior.
Esta missão foi única pelo fato dela marcar a primeira vez em que um ônibus espacial lançou dois satélites de comunicações e então tentou recuperar dois outros satélites de suas órbitas. O Palapa B2 e o Westar 6 foram lançados durante a missão STS-41-B anterior e foram colocados em órbitas impróprias devido a falhas em seus motores.
Os dois satélites de comunicações lançados com sucesso foram o canadense Anik D2, no segundo dia da missão, e o IV-l, também conhecido com Leasat l, lançado no terceiro dia.
O veículo então começou uma série de manobras para se aproximar do primeiro dos dois satélites e serem recuperados, o Palapa B2.  (Os órbitas de ambos os satélites foram abaixadas pelo comando em terra, para cerca de 600 a 210 milhas para facilitar as operações de recuperação.) No dia cinco, o Discovery dr encontrou com o PALAPA. Os especialistas da missão Allen e Gardner realizaram um EVA, capturando o satélite com um dispositivo conhecido com "Stinger," que foi inserido no motor por Allen. A rotação do satélite foi reduzida para 1 RPM e Fisher, operando de uma posição no fim do RMS, tentou sem sucesso agarrar o satélite. Allen foi capaz de manobrar manualmente o satélite a seu compartimento com a ajuda de Gardner e auxiliado pelo RMS que foi operado por Fisher. A tentativa de resgate improvisada durou duas horas.
A recuperação do Westar 6 foi mais fácil e ocorreu um dia depois. Desta vez Gardner, usando a mesma técnica que Allen usou para o outro resgate, capturou o satélite. Com a ajuda de Allen, ele colocou o satélite em seu compartimento.
A missão STS 51-A também carregava o experimento de Mistura Difundida de Soluções Orgânicas (DMOS). Este foi o primeiro de uma série de experimentos científicos com compostos orgânicos e polímeros financiados pela corporação 3M.  Este experimento foi bem sucedido e os resultados das misturas químicas foram retornados à 3M. Um outro experimento, o experimento de monitoramento de radiação, também foi realizado.
As recuperações de satélites nesta missão foram também a ultima caminhada no espaço; o último uso do Manned Maneuvering Unit. Todas as caminhadas no espaço subsequentes feitas pela NASA e pelos soviéticos/russos tiveram os astronautas presos à nave de alguma forma.
Esta segunda missão do Discovery terminou à 7 a.m. EST de 16 de novembro, com a aterrissagem na Runway 33, no KSC, após um voo com duração de 7 dias, 23 horas e 45 minutos, que completou 126 órbitas. Esta foi a terceira aterrissagem de um ônibus espacial no KSC e a quinta e última missão com um ônibus espacial de 1984.

## Galeria

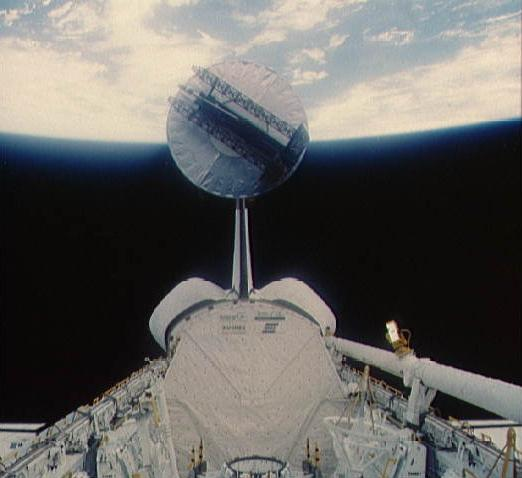
Syncom IV-1 após a implantação.
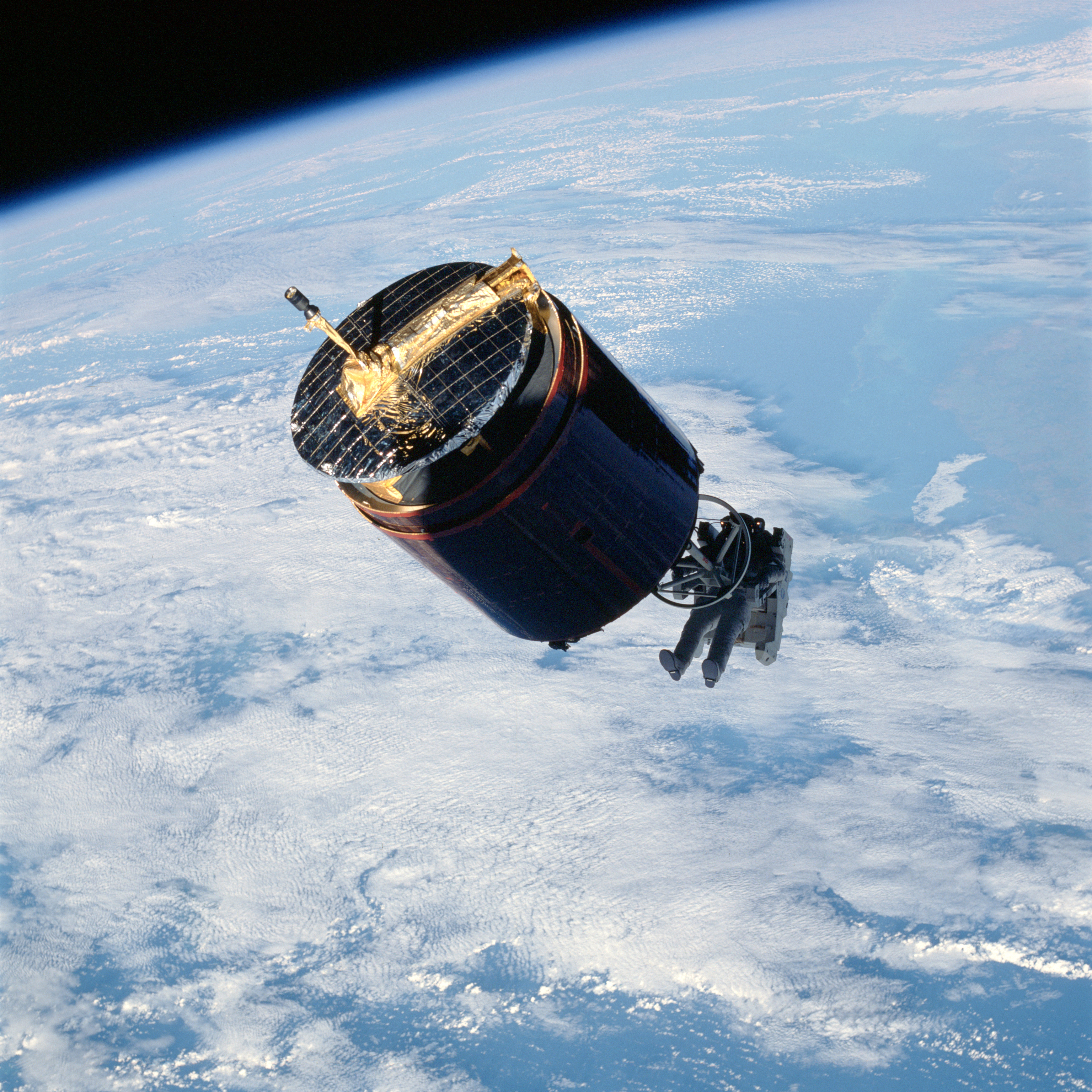
Dale Gardner recaptura Westar 6.
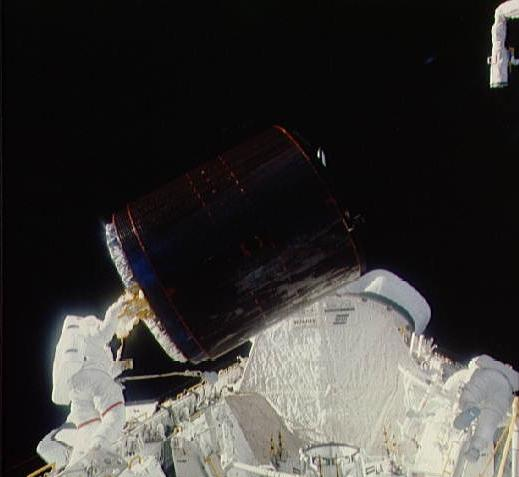
Palapa B2 e carregado pra dentro do compartimento de carga.